# Tvrdošovce
Tvrdošovce (bis 1948 slowakisch „Tardošked“; ungarisch Tardoskedd) ist eine Gemeinde in der Südwestslowakei mit 5062 Einwohnern (Stand 31. Dezember 2024). Sie liegt in der Donauebene, etwa 16 km von Nové Zámky entfernt und gehört zu den größten nichtstädtischen Gemeinden des Landes.

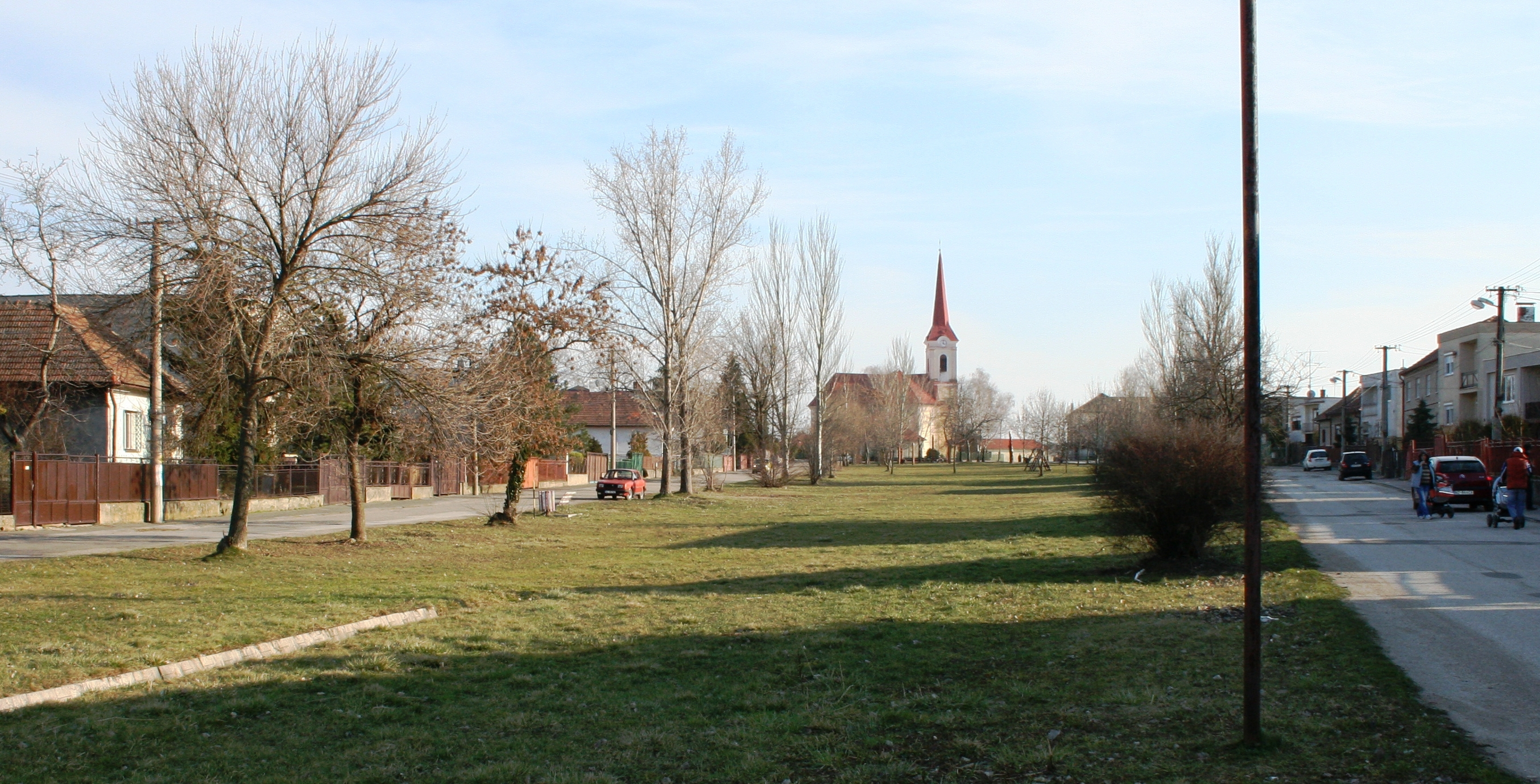
Ortsansicht

Der Ort wurde 1221 erstmals schriftlich erwähnt. Im Ort leben etwa 5280 Einwohner, davon sind 71 % ungarischer und 27 % slowakischer Abstammung (Stand 2001).

## Bevölkerung
| Jahr                | 1994 | 2004    | 2014    | 2024    |
| ------------------- | ---- | ------- | ------- | ------- |
| Anzahl der Personen | 5145 | 5239    | 5172    | 5062    |
| Unterschied         |      | +1,82 % | −1,27 % | −2,12 % |

| Jahr                | 2023 | 2024    |
| ------------------- | ---- | ------- |
| Anzahl der Personen | 5089 | 5062    |
| Unterschied         |      | −0,53 % |

## Persönlichkeiten
- Mikuláš Rutkovský (1940–2010), tschechischer Bildhauer und Medailleur
- Ladislav Móder (1945–2006), Fußballspieler
- Jozef Móder (* 1947), Fußballspieler